# Две ноћи у једном дану
Две ноћи у једном дану је југословенски филм из 1963. године. Режирао га је Раденко Остојић, а сценарио су писали Антоније Исаковић и Борислав Михајловић-Михиз.

## Радња
Слушајући причу партизана Јована, који му је упућен на стрељање јер није извршио поверени задатак, командант Павле присећа се своје љубави према болничарки Јелени, своје везе која се због ратних догађаја трагично завршила. Жена због које Јован није извршио задатак звала се такође Јелена и схватајући да рат нема право да уништи љубав, Павле пушта Јована да оде.

## Улоге
| Глумац                   | Улога                    |
| ------------------------ | ------------------------ |
| Борис Тешија             | Павле                    |
| Шпела Розин              | Јелена                   |
| Предраг Ћерамилац        | Јован Гркић              |
| Јелена Жигон             | Јелена                   |
| Јован Јанићијевић Бурдуш | Никола                   |
| Растислав Јовић          | Телеграфиста             |
| Петар Краљ               | Перо                     |
| Јанез Врховец            | Комесар                  |
| Фарук Задић              | Обрад                    |
| Давор Антолић            | Илија                    |
| Владо Зељковић           | Владо                    |
| Павле Вугринац           | Чика Војо                |
| Милан Милићевић          | Партизан                 |
| Стеван Пепић             | Партизан                 |
| Петар Добрић             | Партизански командант    |
| Јелена Симечки           | Жена у кући поред топова |
| Енвер Џонлић             | Домобрански официр       |
| Адам Ведерњак            | Усташа                   |
| Бранко Кубик             | Усташа                   |
| Ранко Ковачевић          | Усташа                   |
| Милорад Мајић            | Сељак                    |
| Слободан Симић           |                          |
| Раде Брасанац            |                          |
| Бошко Хамовић            |                          |
| Шпиро Зеновић            |                          |
| Хусо Мохић               |                          |